# Morichal Nuevo
Morichal Nuevo ist ein nicht-kommunalisiertes Gebiet im Departement Guainía in Kolumbien. Es hat 752 Einwohner. Es liegt auf 178 m über dem Meeresspiegel.